# Hokusai Manga (film)
Hokusai Manga è un film del 1981 diretto da Kaneto Shindō e basato sulla vita del pittore giapponese Katsushika Hokusai.

## Riconoscimenti
- 1982 - Awards of the Japanese Academy
  - Miglior attrice non protagonista (Yūko Tanaka)
  - Novità dell'anno (Yūko Tanaka)
  - Candidatura per il miglior attore (Ken Ogata)
  - Candidatura per la miglior colonna sonora (Hikaru Hayashi)
  - Candidatura per il miglior attore non protagonista (Toshiyuki Nishida)
- 1982 - Blue Ribbon Awards
  - Miglior attrice non protagonista (Yūko Tanaka)
- 1982 - Hochi Film Awards
  - Miglior attrice non protagonista (Yūko Tanaka)
- 1982 - Yokohama Film Festival
  - Premio del festival: miglior attrice non protagonista (Yūko Tanaka)